# Anopheles kyondawensis
Anopheles kyondawensis är en tvåvingeart som beskrevs av Phineas S. Abraham 1947. Anopheles kyondawensis ingår i släktet Anopheles och familjen stickmyggor.
Artens utbredningsområde är Myanmar. Inga underarter finns listade i Catalogue of Life.